# Mersad (Flugabwehrsystem)
Mersad (persisch مرصاد; deutsch Beobachtungspunkt) ist ein iranisches Kurz- bis Mittelstrecken-Flugabwehrraketensystem, welches auf dem US-amerikanischen MIM-23 HAWK-System basiert.

## Technik
Zu einer Mersad-Batterie gehört das Kavosh-Radar, eine verbesserte Kopie des AN/MPQ-50, das Ziele auf eine Entfernung von 150 km identifizieren kann und über eine Freund-Feind-Erkennung (IFF) verfügt. Neben dem Kavosh-Radar wird auch das Hadi-Überwachungs- und Zielverfolgungsradar eingesetzt. Dieses Radar ist eine verbesserte Variante des AN/MPQ-46-Radars, dem ein elektro-optisches Sensorsystem hinzugefügt wurde damit im Falle eines Ausfalls der Radare, z. B. durch Störsender, weiterhin die Möglichkeit besteht feindliche Ziele aufzuklären und zu bekämpfen. Mit dem Joya-Radar, das ebenfalls Teil des Mersad-Systems ist, können Ziele auf niedrigen Flughöhen verfolgt und bekämpft werden. Das System ist außerdem kompatibel mit dem Hafez-3D-AESA-Feuerleitradar, welches bis zu 100 Ziele über eine Reichweite von 250 km aufspüren kann.
Das Flugabwehrraketensystem Mersad ist in der Lage, Ziele in einem Radius von 150 km (250 km in Kombination mit dem Hafez-Radar) zu identifizieren, sie auf eine Entfernung von 80 km zu lokalisieren und zwei Ziele gleichzeitig auf eine Distanz von 45 km zu bekämpfen. Es soll zu dem auch Ziele mit einem Radarquerschnitt von ca. 0,5 m² aus einer Distanz von 110 km erkennen können.
Shahin ist die erste vom Iran eigens entwickelte Flugabwehrrakete für das Mersad-System. Sie ist eine Kopie der Rakete des MIM-23 HAWK-Systems. Ihr Nachfolger, die Shalamche-Rakete ist eine verbesserte Variante, dessen Geschwindigkeit von Mach 2,4 auf Mach 3 erhöht wurde. Eine Shalamche-Rakete wiegt 637 kg und hat eine Länge von 530 cm.

## Varianten

### Mersad
Die Standardvarianten des Mersad-Systems sind entweder mit Shahin- oder Shalamche-Raketen bewaffnet.

### Ghader
Ghader ist eine mobile Variante des Mersad-Systems bei der das Startgerät in der Regel auf einem Mercedes-Benz LAK 2624 angebracht wird. Das System wurde 2012 vorgestellt.

### Mersad-16
Bei dieser mobilen Variante kommen neuartige Raketen, welche in drei Raketenstartbehältern gestartet und auf einem neuen Startfahrzeug montiert werden, zum Einsatz. Da auf der Oberseite der Raketenstartbehälter Montageschrauben sichtbar sind, ist davon auszugehen, dass insgesamt bis zu sechs Raketenstartbehälter an das Startfahrzeug angebracht werden können. Das Aussehen der bei dieser Variante verwendeten Lenkwaffe unterscheidet sich stark von den bisherigen Lenkwaffen der Hawk- und Mersad-Systeme und ähnelt eher den Sayyad-Raketen, die bei anderen iranischen Flugabwehrraketensystemen, wie dem Talash, eingesetzt werden. Vermutlich handelt es sich hierbei um neue Boden-Luft-Raketen vom Typ Shalamche-2. Laut Missile Threat der Denkfabrik „Center for Strategic and International Studies“ verbessern die neuen Raketen und das neue Startfahrzeug die Mobilität und Reichweite des Mersad-Systems. Das Mersad-16 ist kompatibel mit den Radaren vom Typ Hafez und Najm-804.

## Nutzer
- Iran – Flugabwehrkräfte der iranischen Armee

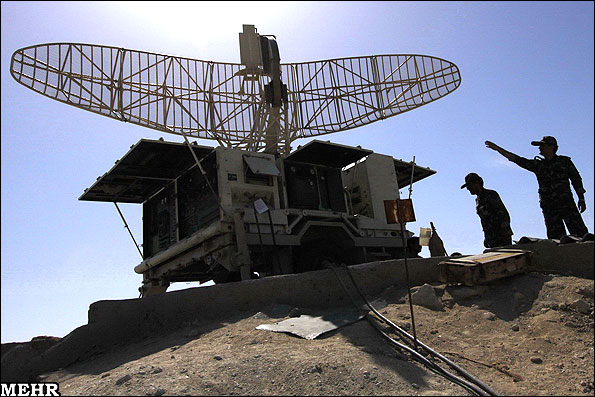
Kavosh-Radar
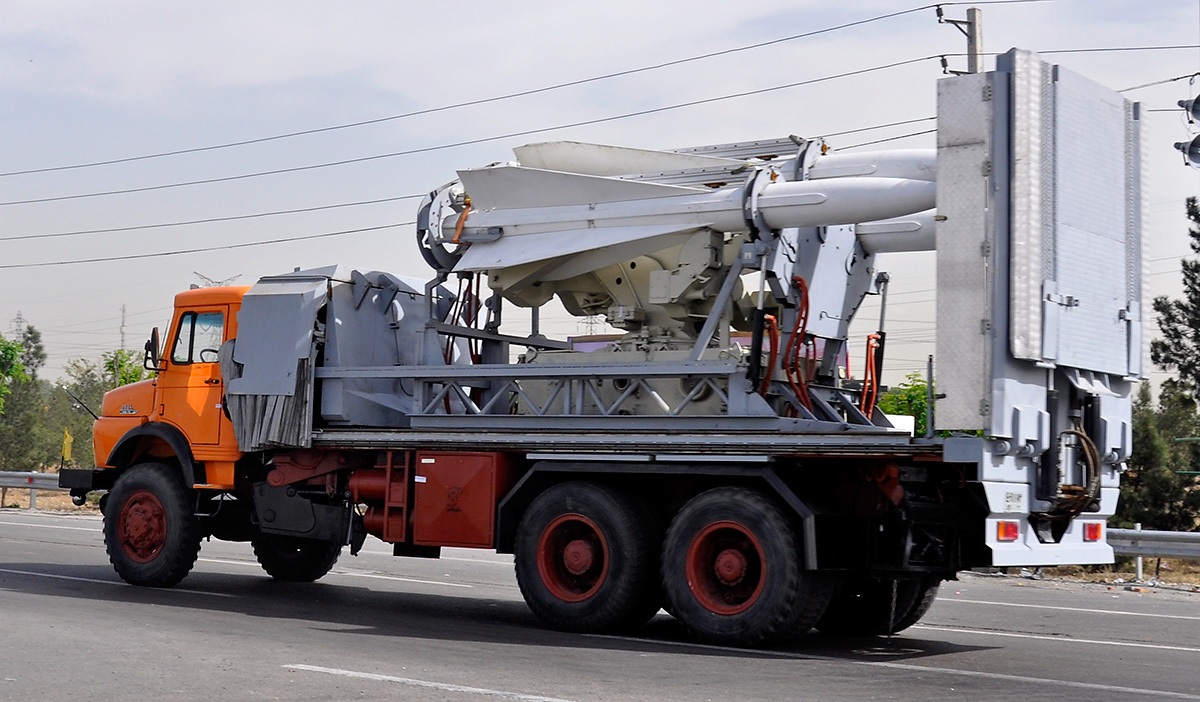
Ghader, die mobile Variante des Mersad-Systems